# ミット

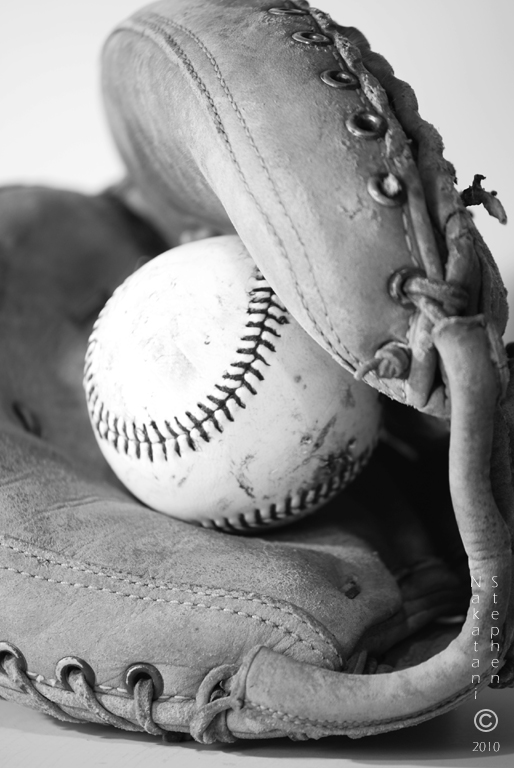
ミットとボール

ミット (mitt) とは、野球・ソフトボールの守備で用いられる捕球用防具で、グラブ（グローブ）の一種。
英語では、"mitt"は"mitten"とほぼ同義だが、野球用語としては「ミット (mitt) 」が主として使われる。

## 概要
野球では、捕手（キャッチャー）が用いるキャッチャーミット、一塁手（ファースト、ファーストベースマン）が用いるファーストミットとがある。
キャッチャーミットは、投手の投球を捕球するのに適した形状をしていて、全体的に丸みを帯び、端が厚めにできていて、親指部分は独立してはいるが、形状的にはグローブのように突出してはおらず、突き指を防ぐ形状。投手・一～三塁手・外野手が使用する物とは異なり、指が分かれていない。
ファーストミットは、自ら相手打者の打球を捕球処理する以上に、他の内野手からの送球をより広範囲で捕球するために、他の野手のグローブよりもかなり長く大きめに作られている。
ソフトボールでは、キャッチャーミットとファーストミットが兼用であることが多い。

## 規則
公認野球規則において捕手と一塁手のみ、ミットに関する規定が定められているものの、それ以外のポジションにおいてミットの使用を禁止する項目は特になく、そもそもグローブとミットを区別できる定義すらされていない（バットやボールなどは細かく定義されている）。このことから、各協会において規則の補足が無い限り、グローブの規定に順ずるものであれば一塁手以外の野手が使用することも可能である（実際に、親指側がグローブに比べて広く出来ている「サードミット」を作っているメーカーも存在する）。
また、サイズ等の規定さえクリアすれば捕手がファーストミット、一塁手がキャッチャーミットを使用することも可能（もちろんグローブも使用可能）で、実際にナックルボーラーのティム・ウェイクフィールドとバッテリーを組んだ捕手がファーストミットを使用したこともある。
ただし、通常ミットはグローブの規定を超えるサイズのもの、キャッチャーミットはファーストミットの規定を超えるサイズのものが一般的である。
また、安全上の観点から特に捕手はミットの使用が推奨され、リトルリーグでは捕手はキャッチャーミット以外の使用は認められていない。
ソフトボールではグローブは全てのポジションで使用可能だがミットの使用は一塁手と捕手にしか認められていない。